# Aegialia punctata
Aegialia punctata är en skalbaggsart som beskrevs av Brown 1931. Aegialia punctata ingår i släktet Aegialia och familjen Aegialiidae. Inga underarter finns listade i Catalogue of Life.